# Patroclus von Arles
Patroclus von Arles († 426) war von 412 bis zu seinem Tod Bischof von Arles.
Er galt als Günstling des Mitkaisers Constantius III. und wurde Nachfolger des Bischofs Heros, nachdem dieser 412 vom Volk vertrieben worden war. Sein Nachfolger Hilarius von Arles warf Patroclus später vor, er habe kirchliche Ämter verkauft (Simonie) und unrechtmäßig erworbene Reichtümer angehäuft. Tatsächlich scheint er eine Rolle bei der Wahl von Zosimus zum Bischof von Rom im Jahr 417 gespielt zu haben. Zosimus versah den Bischof von Arles mit bis dahin nicht gekannten Vollmachten und machte ihn zum Metropoliten Galliens, dem die zuvor unabhängigen Provinzen Vienna, Narbonensis Prima und Narbonensis Secunda unterstellt waren. So mussten auf Geheiß des Papstes alle Bischöfe Galliens, wenn sie nach Rom reisten, literae formatae, d. h. Identifikations- und Empfehlungsschreiben des Bischofs von Arles, vorweisen. Dies erregte den Unmut der gallischen Bischöfe, und so entzog Zosimus’ Nachfolger Bonifatius I. Patroclus seine Vorrechte bereits 422 wieder.
Patroclus wurde 426 angeblich auf Geheiß des magister utriusque militiae (Oberbefehlshaber) Flavius Felix getötet.